# Freden i Malmö 1512
Freden i Malmö 1512 bestod egentligen av tre delar, alla daterade den 23 april 1512. Den första delen bestod av freden som danske kungen Hans (i tyska källor Johan; i engelska John, i latinska Johannes) ingick med Sverige. Den andra freden ingick samme kung med Lübeck/Hansan. Resten var en föga förpliktande maning till franske kungen Ludvig XII att bilägga sina tvister med påven Julius II men också ett löfte att bistå Ludvig XII med ett brev till "moskoviternas och ryssarnas furste" uti "Rutzia".
Fredstraktaterna finns bevarade i original (Rigsarkivet i Köpenhamn, Stadsbiblioteket i Lübeck), så ock det franska sändebudet Pierre Cordiers rapport från sitt besök i Malmö/Elbogen (Stadsbiblioteket i Besançon).

## Bakgrund
Freden i Malmö den 23 april 1512 var inte den första i sitt slag. Krig och fred hade avlöst varandra under 1400-talet likaväl som under de första åren av 1500-talet. En svensk-dansk fred hade senast ingåtts i Köpenhamn i augusti 1509. Då pågick redan fientligheter mellan Danmark och Hansan och snart hade Sverige och Lübeck funnit varandra i ett förbund. Hösten 1511 stod Danmark som segrare till sjöss. Även landoperationerna avstannade. Så dog svenske riksföreståndaren Svante Nilsson (Sture) (2 januari 1512) och fredspartiet fick överhanden i Sveriges riksråd. Kung Hans förde vintern 1512 – via sin son Christian – preliminära förhandlingar med svenskarna i Halmstad  och – personligen – med lübeckarna i Flensburg. Allt som allt blev resultatet ett fredsmöte våren 1512 i Malmö.

### Parterna

#### Danmark
Det danska kungahuset i Danmark och Norge var, interna stridigheter till trots, inte på allvar hotat. I kampen om tronen var nära släktskap med en just avliden kung ett argument som få lyckades slå.
1481 hade Hans blivit kung i Danmark och Norge 1483. I Kalmar hade han fått ett löfte om att han skulle utropas till kung också i Sverige. Rader av stridsfrågor (Gotland bland annat) ledde till skilda uppgörelser men inte till någon kröning. 1497 grep Hans till vapen, "samtidig med at Sten Sture laa i Strid med Stormændene".

#### Sverige
I Sverige bestod parterna, grovt förenklat, av 
1. Stureätten som med stöd av bland annat allmogehärar försökte minska sitt beroende av den ledande kraften i Kalmarunionen, det vill säga av
2. den danska kungamakten, och av
3. en rad andra stormannasläkter som i sin egenskap av riksråd försökte öka det egna inflytandet och ofta tog hjälp av en kung som fanns så långt borta att han inte i onödan lade sig i deras interna uppgörelser.

Det kan därför ibland vara svårt att veta vilken av de tre parterna som åsyftas när en senmedeltida Östersjöskribent på god lågtyska talar om "Zweden". 1509 slöts en dansk-svensk fred i Köpenhamn på villkor att svenskarna skulle betala en avgift varje år, till dess Hans eller hans son Christian krönts till Sveriges kung.

#### Hansan
Hansastäderna är liksom Danmark lätta att identifiera, även om även de förvisso ägnade sig åt inre strider. I kampen om Sverige deltog Hansan efter bästa förmåga, främst för att behålla sina handelsrättigheter. Det betyder att de tyska koggarna, med eller utan inhyrda knektar, ibland stod på Sturarnas sida, ibland på unionskungens och ibland på det svenska rådets.
Under det dansk-svenska kriget hade kung Hans krävt av Hansastäderna att de skulle hålla sig borta från svenska hamnar. Kungen hade också med en egen flotta ("utliggare") kapat handelsfartyg som inte följde kraven på denna handelsblockad.
1509 övergick den dansk-hanseatiska fejden i öppet krig och trots fredsavtalet samma år deltog svenskar snart åter i strider mot den danska kronan.

### Händelserna
Hösten 1511 manades Svante Sture av en herredag (det utökade riksrådet) i Strängnäs att lägga ner sitt riksföreståndarskap. Öppna fientligheter bröt ut mellan riksföreståndaren och riksrådet.
De ledande i rådet, med lagmannen med mera Erik Trolle i spetsen, avtalade brevledes ett möte i Halmstad under vintern mellan det svenska och det danska riksrådet. Trolle ville också ha med Lübeck vid förhandlingarna och vann gehör hos en majoritet i det lübska stadsrådet. Svante Sture anlade moteld och försäkrade brevledes att ingen fred var att vänta i Halmstad.
Den 2 januari 1512 dog plötsligen Svante Nilsson (Sture) i Västerås, 51 år gammal. De antiunionella krafterna saknade därmed en självklar ledare. Inga lübeckare dök upp till Halmstadsmötet och de svenska representanterna förklarade att de inte kunde träffa något avtal rörande Lübeck utan Lübecks medverkan. I stället fastställde de, tillsammans med kronprins Christian (senare "II"), ett nytt möte i Malmö. I ett brev till kung Hans bad de att denne skulle ge fri lejd för Lübecks förhandlare till Malmö i slutet av mars 1512.
Efter en diplomatisk omväg via kejsar Maximilian I kom det 11–13 mars 1512 till realförhandlingar mellan Lübeck och Danmark i Flensburg. För Lübeck förhandlade borgmästarna Hermann Meier och Thomas von Wickede, i sällskap med stadssekreteraren Johann Rode. Kung Hans var själv i Flensburg och kunde alltså på plats avgöra Danmarks inställning till de olika frågorna.
Från Sydjylland återvände kung Hans till Köpenhamn (uppenbarligen med Lübecksekreteraren Rode i sitt följe), förhandlade ännu en omgång med sina tysktalande gäster och seglade sedan vidare till Malmö (då i sällskap med bland andra franske kungens sändebud Pierre Cordier, som kommit till den danska huvudstaden via kungadömet Skottland).

## Fredsavtalen
Båda fredsavtalen i Malmö inleds med en lång uppräkning av vilka som förhandlat fram dem.

### Danmark-Hansan
Avtalet mellan Danmark och Hansan/de vendiska städerna/Lübeck är skrivet på plattyska. Det innehåller 17 punkter.
De viktigaste kan nämnas här:
- parternas skador ska anses ta ut varandra och fångar frisläppas,
- "uteliggare" ska inte längre hållas i sjön, det vill säga sjöröveri och kapningar ska inställas,
- konfiskerad egendom ska frisläppas av båda parter,
- tullar i Öresund ska de vendiska städerna betala enligt de regler som stadfästs av tidigare konungar,
- alla i kungariket och i de vendiska städerna har rätt fritt besöka varandra, som i gamla tider,
- invånare i rike och städer ska ha rätt att fritt bedriva köpenskap vart de än kommer, inte tvingas att sälja eller köpa en viss vara; de ska också ha rätt ta sina varor med sig och bege sig dit de själva vill; ingenstädes ska nya tullar eller andra pålagor införas.
- fientlighet mellan de vendiska städerna och de holländska ska inte leda till strid i vatten (till exempel "havene under Schone, Blekinge unde Gotlant") eller hamnar som hör under "koningliker majestat",
- då de kungliga med bistånd från Lübeck och andra vendiska städer återkomma till sitt "rike Sweden" ska de kungliga påverka riksråden så att lübeckarna och de övriga vendiska köpmännen i "Stockholme" får privilegiet att betala var tjugonde penning där de tidigare betalat var tionde (det vill säga skatten ska sänkas från tio procent till fem procent),
- likaså ska hans majestät och hans käre son i sina riken och länder försvara och beskydda "oss och andra vendiska städer",
- tidigare privilegier ska bekräftas (av kungen) och önskningar om nya ska kunna framföras "på en säker och bekväm plats i Danmark" samt därefter, även de, bekräftas,
- inget ska (av kungen) företagas "mot oss" ifall de vendiska städerna inte går med på det,
- sådana som sätter sig upp mot oss ("yegen uns") ska konungen inte tåla i sina riken,
- om en tvist skulle uppstå mellan kungariket och de vendiska städerna ska vardera sidan utse fyra män som tillsammans ska utarbeta en fredlig lösning.

Förutom kung Hans och hans son "Cristiern" nämns i fredsdokumentet "mester Johan bynnen Elbagen" (i skandinavisk historieskrivning känd som Hans Mikkelsen från Malmö) samt en rad danska riksråd. Bland råden kommer på första plats herr Birger, "ertzebisscopes to Lunden" som därtill är både primas "in Zweden" och representant för påvestolen. Uppräkningen avslutas med sändebud både från högbördige herr Jacob, kung av Skottland, och från "Swedenrike".
Den tyska sidan representeras på plats av "mester Johan Roden" som dock bakom sig har tidigare förhandlingar i "Vlenseborg" (Flensburg) mellan Hans och de två beslutsfattarna i Lübeck, Hermen Meyger och Tomas van Vickeden. Johan Roden var domare i både Lübeck och "Swerin" (Schwerin) och hade fullmakter att i Malmö representera inte bara Lübeck utan också "Hamborch, Rostock, Stralessundt, Wismer" och Lüneburg. Alla dessa var församlade för att diskutera och antaga "eynen ewigen frede".
I ett separat brev åtog sig de vendiska städerna att ställa upp på dansk sida i tvisten med det svenska riksrådet, så länge svenskarna inte ville förlikas med danskarna i den 24-mannakommission som föreskrevs i den dansk-svenska fredstraktat som också ingicks i Malmö den 23 april 1512. Medan parterna i den dansk-svenska traktaten är överens om att lübeckarna skulle tas in som goda medlare med rätt att stödja den part som inte gör vad rätt och tillbörligt är, diskuteras i det dansk-tyska brevet bara vad lübeckarna ska göra ifall svenskarna är envisa, det vill säga inte vill rätta sig efter det beslut som skulle fattas av 24 fullmäktige i Köpenhamn midsommaren 1513, eller inte infann sig till mötet. I ett sådant läge skulle de vendiska städerna/Hansan avhålla sig från all handel med svenskarna, ända tills Sverige ingått förlikning med kung Hans och hans son Christian.
Förutom fredsdokumentet sigillerades i Malmö också ett brev som tycks ha hållits hemligt. Till skillnad från fredstraktaten inleds det inte med en mening som säger att texten skall vara "wittlick unde apenbar" för alla och envar. Innehållet går ut på att i 12 årliga poster ska "stadt Lubecke" (alltså inte övriga vendiska städer) betala till Danmark totalt 30 000 rhenländska gulden, alltså 2500 gulden om året.

### Danmark-Sverige
Det dansk-svenska fredsavtalet är skrivet på danska och är inte lika detaljerat som det dansk-tyska. Uppräkningen av förhandlare och deras uppdragsgivare är längre än i det dansk-tyska, men avtalet som sådant innehåller i stort bara två punkter:
- ett nytt herremöte ska hållas på midsommardagen nästa år, det vill säga 1513. I det ska tolv man representera "Danmarck och Norge" och tolv "Suerige". Dessa 24 ska då avgöra en av punkterna som fanns med i freden i Köpenhamn 1509, men som inte efterlevts. De 24 ska avgöra om de kan acceptera kung Hans eller "hogborenn førsthe her Cristiern" som "fuldmectigh herre och koningh offwer alt Sueriges riighe". Om de inte går med på detta, ska Sverige i stället ge Hans "een redeligh swm penninghe". Hur stor denna redliga summa ska vara får de 24 själva enas om. Om de inte blir eniga ska de vendiska städerna (det vill säga Hansan), gå in "som godhe midlere".

Om enighet ändå inte kan nås, ska de vendiska städerna ansluta sig till den part som enligt deras förmenande håller sig till 1509 års Köpenhamnsfördrag.

### Danmark-Frankrike
Medan kung Hans befann sig i Malmö utnyttjade han den storpolitiska miljön till att också svara på ett budskap från Frankrikes Ludvig XII. Den franske kungen ville ha sin danske kollega med i försvaret mot ett förbund som ingåtts mellan "den helige fadern i Kristo, påven Julius, jämte den stormäktige spanske kungen och Venedig". Förslaget hade överlämnats till Hans av franske kungens utsände, Pierre Cordier. Vägen skulle gå via ett kyrkomöte i Pisa. Detta skulle göra klart att ingen påve var ofelbar, allra minst Julius II.
Cordier hade gjort en lång (och farlig) resa innan han kom till Malmö. Det framgår av en rapport (författad på latin) som han efter avslutat uppdrag lämnade in till Ludvig XII och som finns bevarat i en undertecknad (inte sigillerad) version från december 1512.
Cordier hade inlett sitt uppdrag med att i början av december 1511 resa till kungen av Skottland, Jacob (i engelsk historieskrivning James IV). Jacobs mor var syster till kung Hans, som Jacob alltså titulerade morbror. Viktigt för Cordier var att inte bli uppbringad av England som av tradition var fientligt inställt till både franske kungen och till den skotske. I Skottland utförde Cordier sitt uppdrag så väl att han fick Jacobs löfte om medverkan på franske kungens sida. (När Englands Henrik VIII försökte invadera Frankrike 1513 förklarade Jacob/James England krig men med katastrofalt resultat. Under slaget vid Flodden Field den 9 september dödades Jacob/James och en av hans söner.)
Efter förrättat värv i Edinburgh reste Cordier vidare till Danmark. Han passade på att fara tillsammans med en delegation som Jacob skulle sända till sin morbror i Danmark. Resan över Nordsjön blev iskall men efter diverse äventyr kom Cordier och hans sällskap fram till Köpenhamn, en stad där invånarna enligt hans egen berättelse gick omkring i vargskinnspälsar och björnhudar.
Cordier fick i Köpenhamn kort träffa kungen som just kom från Flensburg men blev ombedd att följa med över till Malmö, där han skulle få utförligare presentera sitt ärende och få ett officiellt svar.
Svaret, som Cordier fogade in i sin rapport, visade att kung Hans var försiktigare än sin systerson i Skottland. Hans ganska korta brev beklagade först att "en så stor oenighet skall ega rum mellan påfven å ena sidan samt kejsaren och eder å andra". För att "hindra utgjutandet av kristet blod" tänkte han därför "sända en ambassadör till den helige fadern, uppmanande honom att sammankalla ett allmänt kyrkomöte i Tyskland på denna sidan Rhen".
Brorsonen Jacob (i Skottland) hade i ett följebrev föreslagit att Hans skulle skriva till "vänskapligen förbundna konungar och furstar" och be dem delta i ett lämpligt kyrkomöte. Därför lovade nu kung Hans att skriva till "moskoviternas och ryssarnes furste". Enligt Cordier hade kungen lämnat muntliga utfästeler som gick längre än så. Han förespeglade till och med Ludvig XII att "Rutzia" nog skulle vara redo för ett försvarsförbund med Frankrike.